# Dominicanenklooster (Sittard)
Het Dominicanenklooster in Sittard is een voormalig kloostercomplex van de orde der dominicanen en later van de jezuïeten en nog later van de franciscanen. De dominicanen hadden hierin ook het "Collegium Albertinum", een Latijnse school, gevestigd. Het is gelegen aan de Oude Markt 1 in het centrum van de stad.

## Geschiedenis
De paters dominicanen vestigden zich voor het eerst in Sittard in 1626 en betrokken in 1632 een voormalig gasthuis aan de Oude Markt. De oude gebouwen van het gasthuis werden in 1652 afgebroken en op deze plaats werd vervolgens begonnen aan de bouw van een nieuw klooster, dat in 1657 gereed was. In het complex bevond zich een Latijnse school. Hiervoor werd in 1658 een apart schoolgebouw gerealiseerd, dat in 1934 afgebroken is. De oude kloosterkapel werd in 1659 vervangen door een nieuwe kloosterkerk, de huidige Sint-Michaëlskerk. De laatste bouwdelen, die direct aan de straat grenzen, werden gebouwd in de tweede helft van de 18e eeuw. In 1797, tijdens de Franse overheersing, vertrokken de dominicanen uit de stad en het complex werd later verkocht.
In 1851 werd het complex betrokken door de jezuïeten, die hier een internaat vestigden. Zij lieten in 1873 naar een ontwerp van de architect Albert Slootmaekers aan de noordelijke zijde een nieuwe vleugel bouwen, het Sint-Aloysiuscollege. Verder werd een deel van het voormalige Dominicanenklooster in 1892 uitgebreid met een derde bouwlaag en een kapel. De jezuïeten verlieten Sittard in 1900 om naar Nijmegen te verhuizen en tot 1919 waren hier Duitse jezuïeten gevestigd. Daarna vestigden zich er tot 1945 de minderbroeders franciscanen waarna het complex nog diverse bestemmingen heeft gehad, onder andere als schoolgebouw van een hogeschool en als kunstgalerie. Momenteel zijn er onder andere shortstay-appartementen en kantoren gevestigd.

## Beschrijving
Het voormalige Dominicanenklooster is gelegen in het beschermd stadsgezicht van Sittard, aan de Oude Markt, tussen de Sint-Michaëlskerk in het oosten en de Basiliek van Onze-Lieve-Vrouw van het Heilig Hart in het westen. Via het voormalige Sint-Aloysiuscollege en een appartementencomplex is het vastgebouwd aan het voormalige Ursulinenklooster. Het carrévormige kloostercomplex is gesitueerd rond een pandhof en bestaat voor het grootste gedeelte uit drie bouwlagen, met uitzondering van de zuidelijke vleugel en de 18e-eeuws witgepleisterde uitbreiding aan de straatzijde, die uit twee bouwlagen bestaan. Het bouwwerk is verder nagenoeg geheel opgetrokken uit baksteen. Op de derde verdieping is een neogotische kloosterkapel gelegen.
Het voormalige Dominicanenklooster is door het rijk aangewezen als beschermd monument.

## Fotogalerij

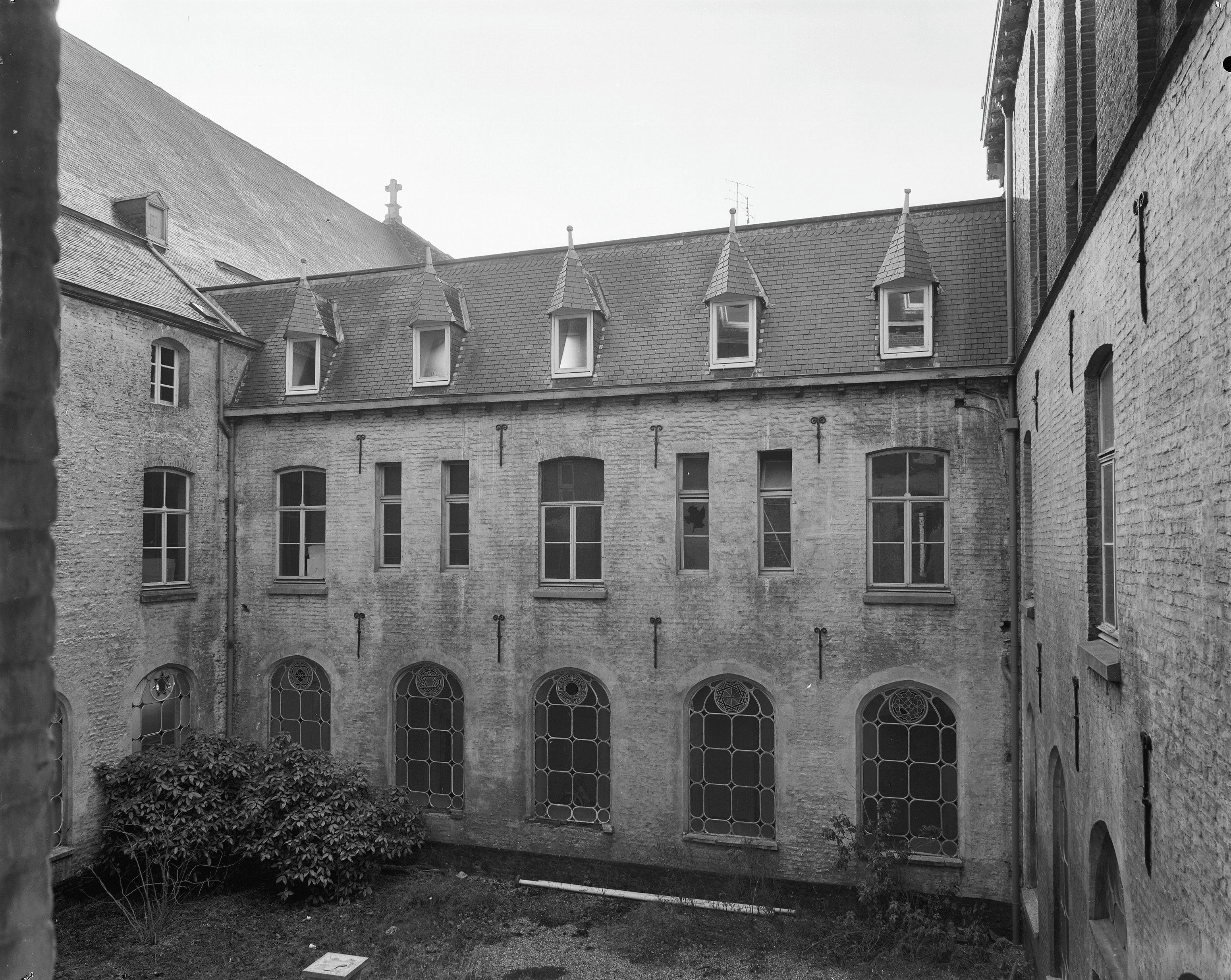
Binnenplaats naar het westen
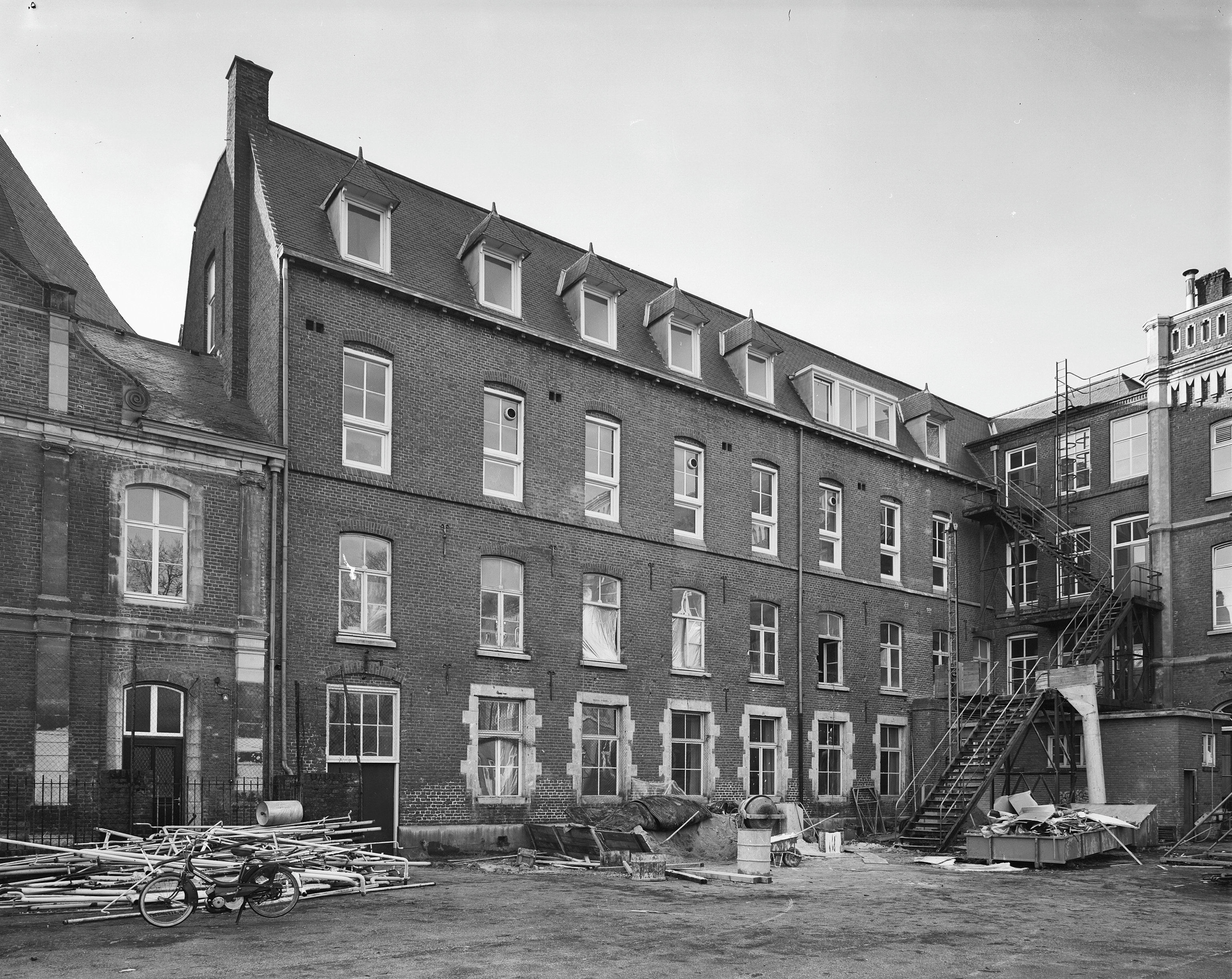
Oostvleugel vanuit het oosten
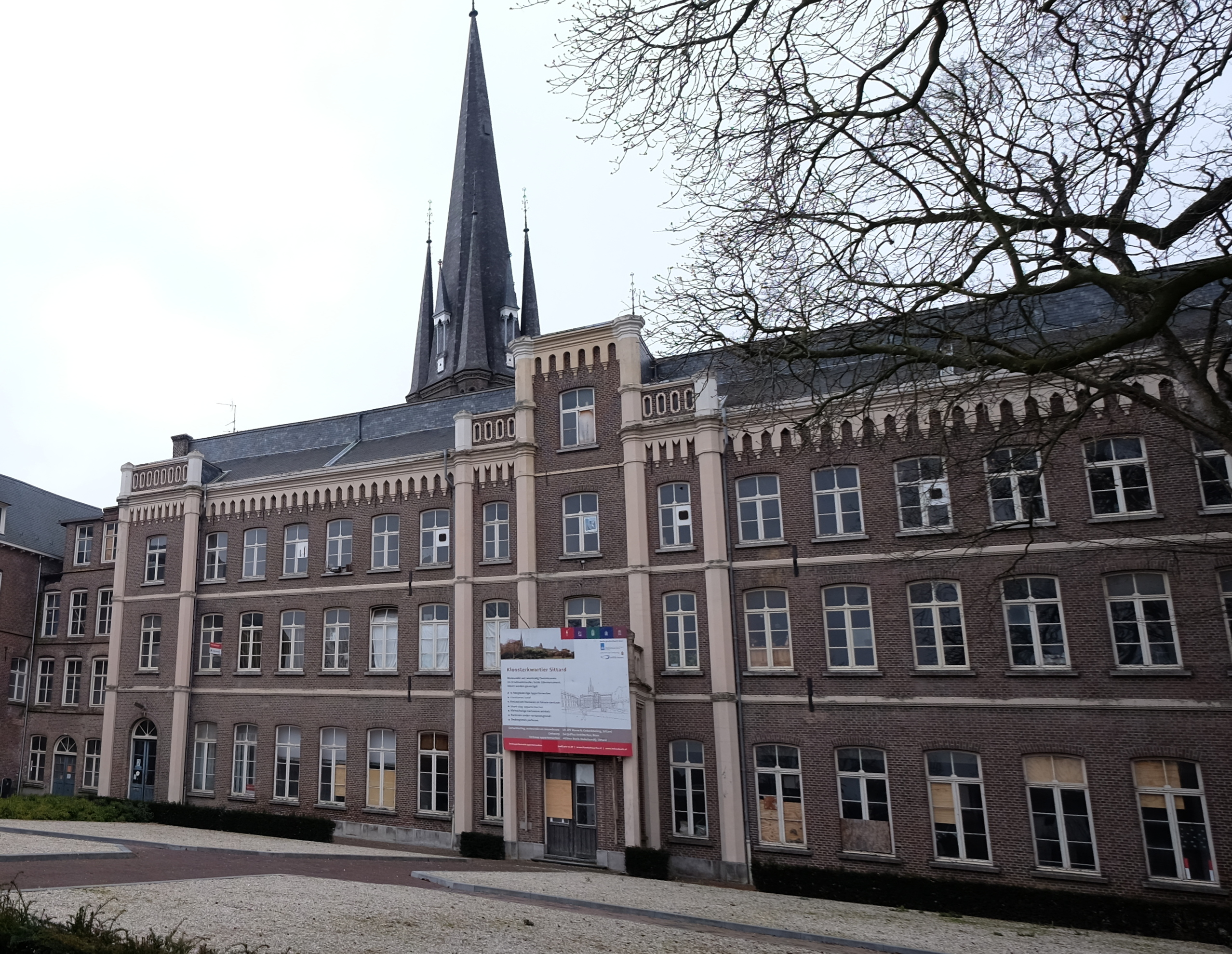
Sint-Aloysiuscollege